# 高濱站 (島根縣)

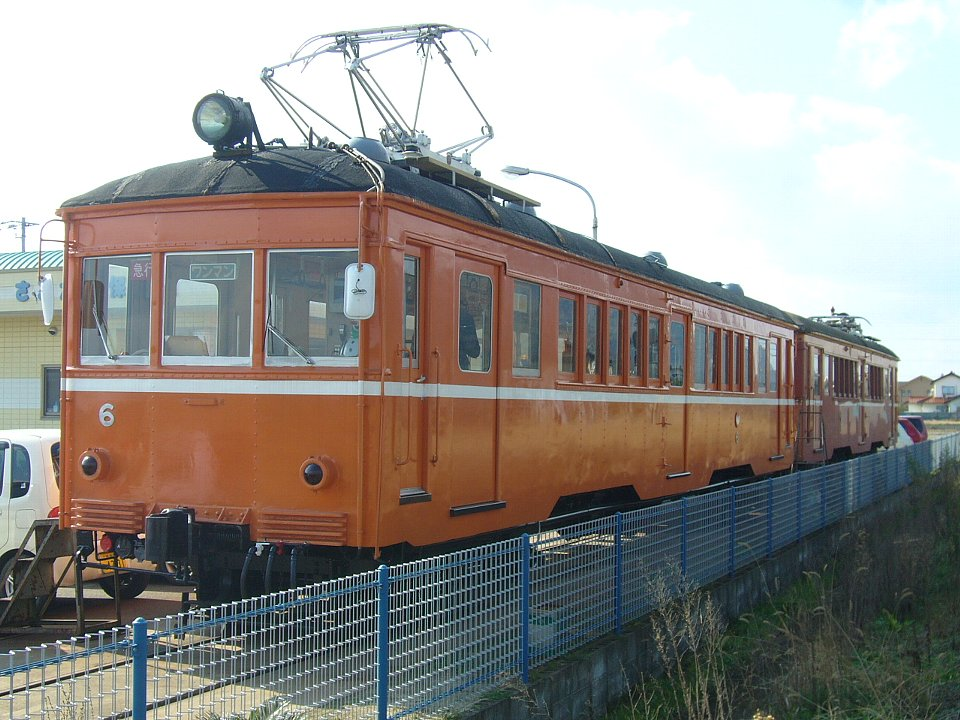
佐方保育園的DeHa6（前方）、DeHa3

高濱站（日语：／ Takahama eki */?）是位於島根縣出雲市里方町，一畑電車大社線的車站。車站編號為23。

## 歷史
- 1930年（昭和5年）2月2日 - 車站啟用。
- 2006年（平成18年）4月1日 - 一畑電氣鐵道把鐵路業務分拆成為獨立的全資子公司一畑電車，此站由一畑電車繼承。

## 車站構造
車站是一座地面車站，設有1面1線的單式月台。前往大社方向的列車會開啟右邊車門。此站是無人車站。月台東邊設有出入口。

## 車站周邊
- 國道431號（日语：国道431号）
- 出雲巨蛋（日语：出雲ドーム）
- 出雲市立高濱小學
- 出雲里方町簡易郵局
- 出雲市立第三中學（日语：出雲市立第三中学校）
- 佐方保育園
- 島根日日新聞（日语：島根日日新聞）社（該處同時設有FM出雲（日语：エフエムいずも））

## 使用狀況
根據「島根縣統計書」，以下為近年一日平均乘車人次列表。
| 年度   | 1日平均 乘車人次 | 1日平均 上下車人次 |
| ------ | ---------------- | ------------------ |
| 1999年 | 30               | 62                 |
| 2000年 | 33               | 64                 |
| 2001年 | 30               | 60                 |
| 2002年 | 21               | 43                 |
| 2003年 | 25               | 54                 |
| 2004年 | 42               | 83                 |
| 2005年 | 44               | 87                 |
| 2006年 | 39               | 74                 |
| 2007年 | 35               | 67                 |
| 2008年 | 27               | 53                 |
| 2009年 | 29               | 59                 |
| 2010年 | 27               | 55                 |
| 2011年 | 33               | 62                 |
| 2012年 | 33               | 61                 |
| 2013年 | 32               | 63                 |
| 2014年 | 32               | 56                 |
| 2015年 | 32               | 61                 |
| 2016年 | 36               | 77                 |
| 2017年 | 45               | 87                 |
| 2018年 | 47               | 92                 |

## 相鄰車站
一畑電車
大社線
■特急、■急行「出雲大社號」、■急行
通過
■普通
川跡（5）－高濱（23）－遙堪（24）

## 注腳
1. ↑  島根縣統計書

## 外部連結
- 23.高濱 | 停車站資訊 （页面存档备份，存于）（日語） - 一畑電車